# Адриана Петрова
Адриана Петрова е българска актриса.

## Биография
Родена е на 21 август 1962 г. в Кюстендил. Завършва актьорско майсторство във ВИТИЗ „Кръстьо Сарафов“ в класа на проф. Сашо Стоянов. Завършва университета с ролите на Енкарна от пиесата „Прозорецът от сутерена“ и Анджела от пиесата „Кралят Елен“. През 1984 г. започва да играе на сцената на Драматичен театър – Кюстендил. Играе един сезон в Драматичен театър „Сълза и смях“.

## Телевизионен театър
- „Милионерът“ (1988) (от Йордан Йовков, реж. Павел Павлов)

## Филмография
- Дали́ (1991) – („Dalí“), Испания / България – Анаис Нин
- Тони (1991)
- Под игото (1990), 9 серии, България / Унгария – Лалка, дъщерята на чорбаджи Юрдан
- Живот до поискване (1987) – Нели
- Небе за всички (1987) – Юлия, дъщерята на Антон
- Борис I (1985) – Ана, дъщерята на Борис
- Инспектор без оръжие (1985)
- Тази хубава зряла възраст (1985)
- Горски хора (1985) – дъщерята Калчева
- Не знам, не чух, не видях (1984) – Диана
- Равновесие (1983)